# Geraldo Freitas Nascimento
Geraldo Freitas Nascimento (São Paulo, 10 maart 1938 – aldaar, 1 februari 1992), beter bekend als Ditão, was een Braziliaans voetballer.

## Biografie
Ditão komt uit een voetbalgezin, ook zijn vader en broer waren voetballers. Hij speelde voor enkele grote clubs en had het meeste succes bij Corinthians. Met Flamengo won hij het Torneio Rio-São Paulo in 1964 en het Campeonato Carioca in 1967.
Ditão speelde twee wedstrijden voor het nationale elftal. In 1965 in een vriendschappelijke wedstrijd tegen Sovjet-Unie en in 1968 tegen Paraguay.